# フィンランディア
『フィンランディア』 (Finlandia) 作品26は、フィンランドの作曲家ジャン・シベリウスによって作曲された交響詩。シベリウスの作品の中でもっとも知名度が高いもののひとつである。1899年に作曲され、1900年に改訂された。
『フィンランディア』が作曲された1899年当時、フィンランド大公国は帝政ロシアの圧政に苦しめられており、独立運動が起こっていた。シベリウスが作曲した当初の曲名は「フィンランドは目覚める」 (Suomi herää) で、新聞社主催の歴史劇の伴奏音楽を8曲からなる管弦楽組曲とし、その最終曲を改稿して独立させたものであった。フィンランドへの愛国心を沸き起こすとして、帝政ロシア政府がこの曲を演奏禁止処分にしたのは有名な話である。初演は1900年7月2日、ヘルシンキで行われた。

## 歴史
2月宣言の結果、青年フィンランド党はロシアの抑圧政策に反応して、党の新聞のために1899年11月にヘルシンキで「新聞の日」の祝賀会を計画した。カールロ・ベルグボムは6幕物のフィンランド語の歴史劇を作り、シベリウスが伴奏曲を作曲し、エイノ・レイノとヤルマリ・フィンネが感情的で愛国的な背景を書いた。劇では『カレワラ』の時代からのフィンランドの歴史の様々な段階が描かれた。レイノはフィンランドの民族の覚醒を描いた最終幕「フィンランドは目覚める」にも応えた。シベリウス自身が11月2日にスウェーデン劇場で行われた初演でヘルシンキ・フィルハーモニー管弦楽団を指揮した。
楽章は以下の通りである。
1. 前奏曲: Andante (ma non troppo)
2. Tableau 1: ワイナミョイネンの歌
3. Tableau 2: ヘンリク司教（英語版）によってフィン人が洗礼を受ける
4. Tableau 3: ヨハン公の宮廷からの一場面
5. Tableau 4: 三十年戦争におけるフィン人
6. Tableau 5: 憤怒（英語版）
7. Tableau 6: フィンランドは目覚める

翌年、ロベルト・カヤヌスとシベリウスはこの劇伴曲の最終部の改名を数度行った。1900年、シベリウスはこの旋律の改訂版を作り、作品番号26を与えた。同年の11月、アクセル・カルペランによって提案された「Finlandia」という題名が最終的に付けられ、この題名は1901年2月の管弦楽版に初めて用いられた。この楽曲は1909年に軍楽隊のために編曲され、後にはその他多くの編成のために編曲された。元の劇伴音楽の他のいくつかの部分から、シベリウスは1911年に組曲『歴史的情景』(Scènes historiques I、作品番号25) を作曲した。
2003年、マッティ・ヒュエッキは博士論文において、シベリウスがフィンランディア賛歌の旋律をエミール・ゲネツの1881年の合唱曲『目覚めよ、フィンランド!（Herää Suomi!）』の冒頭部から借用した、と述べた。この歌は当時よく知られており、したがってこの引用はおそらく意識的であったとヒュエッキは述べている。

## 楽器編成
フルート2、オーボエ2、クラリネット2、ファゴット2、ホルン4、トランペット3、トロンボーン3、テューバ、ティンパニ（1対）、トライアングル、シンバル、大太鼓、弦五部。

## 構成
演奏時間は7分強から8分弱。2つの序奏を持つ三部形式で、序奏A (アンダンテ・ソステヌート) - 序奏B (アレグロ・モデラート) - A (アレグロ) - B - Aの構成。
- 序奏A (アンダンテ・ソステヌート) ：金管楽器による嬰ヘ短調の重苦しい序奏で幕を開ける。嬰ヘ短調だが、調性ははっきりしない。その後木管による甲高い悲痛と弦楽器・ティンパニの重苦しい響きが交錯する。
- 序奏B (アレグロ・モデラート) ：ハ短調の緊迫したこの部分では、ティンパニのトレモロに乗って金管楽器群がこの曲の核となるリズムを予告し、緊迫感が高まる。そして、この後に入って来るクラッシュシンバルにより闘争のイメージをより一層高まらせる。
- A (アレグロ) - B - A：曲調は一転して、変イ長調の快活な主部となる。中間部となるB部は、後に「フィンランディア賛歌 (Finlandia-hymni)」と名づけられた美しい旋律を中心に展開する。快活な主部が再現され、勝利感に満ちた中で曲は幕を閉じる。

## フィンランディア賛歌
「フィンランディア賛歌」は1941年に詩人のヴェイッコ・アンテロ・コスケンニエミによって歌詞がつけられ、シベリウス本人が合唱用に編曲した。無伴奏の合唱で歌われるものは、原曲と調性が異なる。当時、ヨシフ・スターリンが支配するソビエト連邦の露骨な侵略（冬戦争・継続戦争）により、国家存続の危機にあったフィンランドの人々を奮い立たせるものであり、フィンランドでは現在も国歌（「我等の地」）に次ぐ第二の愛国歌として広く歌われている。ヘルシンキ放送交響楽団の演奏ではヘルシンキ放送合唱団による歌声を聞くことができる。また、讃美歌としてもこの旋律に詞をつけて歌われている（「やすかれわがこころよ」）。
この曲は、フィンランド出身のレニー・ハーリン監督による映画『ダイ・ハード2』のラスト（ノースイースト機が緊急着陸を試みるシーンや、エンディング）にも使われている。

## 歌詞
（上記の日本語訳は、英語版の逐語訳から試訳─作詞者ヴェイッコ・アンテロ・コスケンニエミは1962年没。没後70年の2022年でパブリックドメイン化。）

## その他
熊本県立熊本高等学校の音楽部（グリー・女声コーラス・吹奏楽・弦楽オーケストラ・江原太鼓・ジャズ研究会）定期演奏会では、フィナーレで「フィンランディア賛歌」付きで、音楽部全員及び卒業生の合同で、毎年演奏されている。同校で演奏される際の「フィンランディア賛歌」の日本語歌詞（堀内敬三訳詞）は以下のとおり。
また、フィンランドを舞台としたアニメーション『牧場の少女カトリ』（1984年度の「世界名作劇場」）の挿入曲としても用いられた。

初演の後シベリウスは自筆スコアを紛失し、『フィンランディア』の自筆譜と呼べるものは改訂前の演劇用組曲とピアノ編曲版という形でしか現存しない。初演のために制作された筆写パート譜は現存しており、2019年Breitkopf & Härtel社が刊行したシベリウス全集版(Timo Virtanen校訂)の主要資料となった。
初版スコアとパート譜(およびピアノ編曲版)は1901年にフィンランドの出版社Fazer & Westerundから刊行されたが、パート譜を束ねる形で作られた筆写スコアを原本にしておりパート譜の内容に完全一致するものではなかった。またIMSLPや幾つかの解説では1905年のBreitkopf社版を初版とみなしているがこれは誤りで、譲渡された原版に基づく後継版である。